# Eugène Dauphin
Eugène Dauphin (Tolone, 28 novembre 1857 – Parigi, 27 gennaio 1930) è stato un pittore francese.

## Biografia
Eugène Baptiste Émile Marie Dauphin era figlio dell'imprenditore edile Étienne Dauphin di Tolone, che realizzò numerosi immobili della città alta e del boulevard de Strasbourg. Fece i suoi primi studi all'"École Centrale" di Lione, ma li abbandonò prima di completarli per dedicarsi interamente alla pittura.
Frequentò allora l'Atelier di belle arti di Tolone, fondato nel 1873, presso il quale studiarono anche altri noti pittori, come Octave Gallian (1855-1905), Gustave Garaud (1844-1914) e Frédéric Montenard (1849-1926). Quest'ultimo diverrà il principale artista delle nuove esperienze di questa giovane scuola tolonese, assieme a François Nardi (1861-1936) e Louis Nattero (1870-1915). Eugène Dauphin, in seno all'Atelier, ricevette una prima formazione da Vincent Cordouan, ma in seguito preferì recarsi a Parigi e seguire gli insegnamenti di Henri Gervex.
Dauphin iniziò ad esporre nel 1880, debuttando al Salon des artistes français e a quello della "Société nationale des beaux-arts" della quale divenne anche membro effettivo.

Con decreto del 20 giugno 1869 fu nominato Peintre de la Marine e, nel 1894, fu eletto membro dell'Accademia dei pittori della Marina.
Nel 1898 Joseph Grandy iniziò la decorazione del "foyer" del Teatro dell'Opera di Tolone e nel 1922 furono incaricati 16 pittori per la realizzazione di altrettante tele di grandi dimensioni. Eugène Dauphin ne realizzò una, il Vascello fantasma, ispirata all'opera di Richard Wagner. Nell'ultimo anno del secolo prese parte anche all'arredo del ristorante Le Train Bleu della Gare de Lyon di Parigi, per il quale dipinse il pannello "Tolone", che fu sistemato nella sala grande e, infine, realizzò l'intero arredo del buffet della stazione di Nizza, nonché quello del salone delle feste del Circolo navale di Tolone. Questo lavoro fu l'ultima delle sue opere importanti e di grandi dimensioni.
Eugène Dauphin fu nominato cavaliere della Legion d'onore con decreto del 7 maggio 1895..

Morì a Parigi nel 1930, a 73 anni.

## Opere nelle collezioni pubbliche
Elenco parziale.

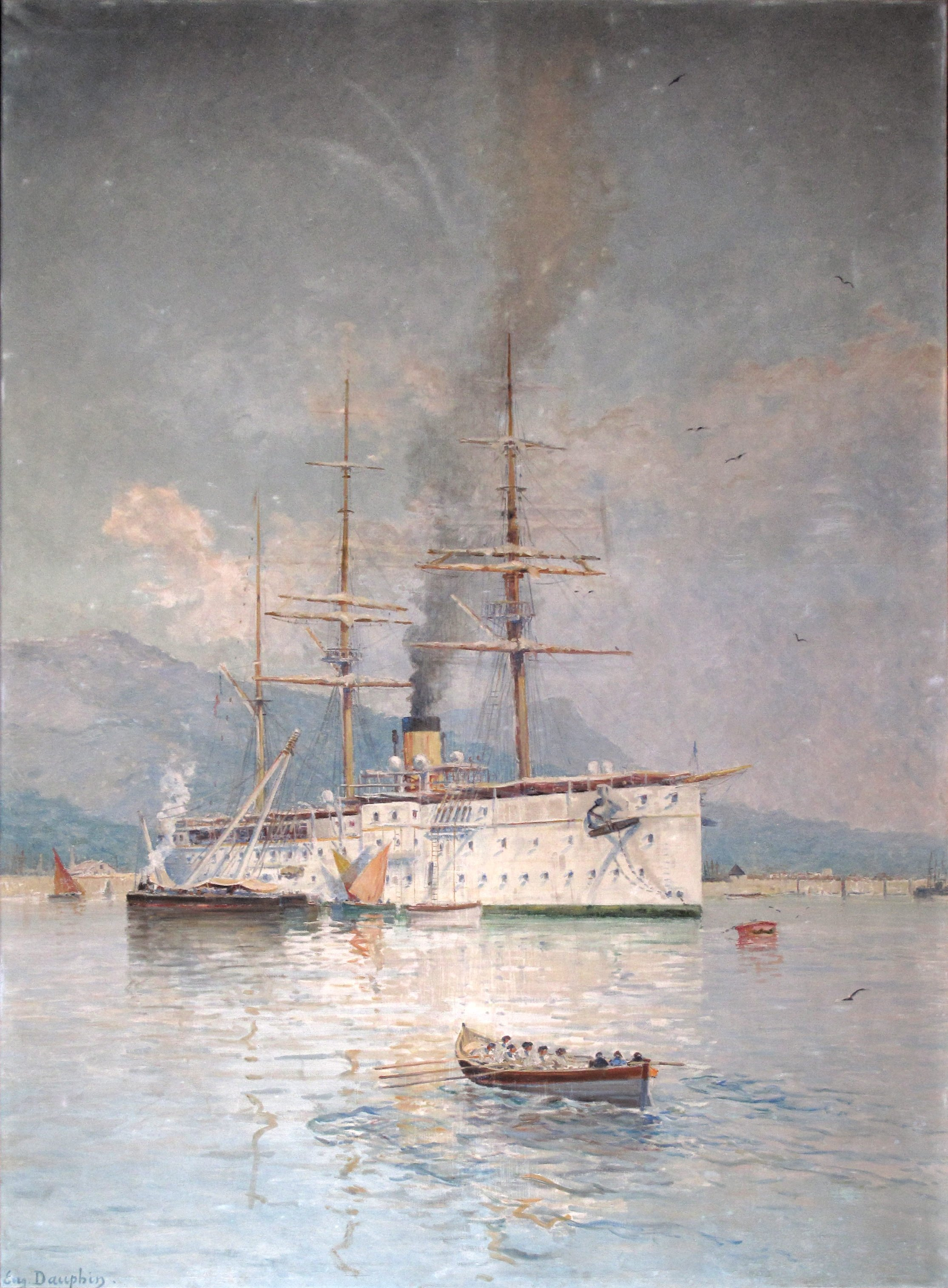
La nave ospedale Mytho

- Parigi, ristorante Le Train bleu : Toulon, 1900, olio su tela.
- Tolone :
  - Museo d'arte di Tolone :
    - Les Sablettes, 1884, olio su tela[2]
    - La Patache, 1886, olio su tela,[2]
    - Clair de lune, olio su tela.
    - La rade de Toulon, olio su tela,[2]

  - Museo nazionale della Marina di Tolone : Toulon harbour.
  - Foyer dell'Opera di Tolone : Le Vaisseau fantôme, 1922, olio su tela.
- Tours, Museo di belle arti : Un Coin du Vieux-Toulon.[3].

## Salon

### Salon des artistes français
- 1884 : Les Sablettes (rade de Toulon), n°666, acquistato dallo Stato.

### Salon de la "Société nationale des beaux-arts"
- 1890 : Un coin du vieux Toulon, n°256.
- 1894 : Escadre Russe en rade de Toulon en 1893, n°348.
- 1907 : La Plage de Port-Méjean.
- 1908 : Marine.
- 1910 : Le Matin pêcheurs de Girelles en Méditerranée.
- 1912 : La Brise de mer, guinguettes à Port-Méjean.
- 1913 : Tartane rentrant au port ; La Drou, Bourgogne.
- 1914 : Le Creux de Saint-Georges, rade de Toulon.

## Mostre
- 1891 : Esposizione franco-russa di Mosca, Coucher de soleil sur le Cap Sicié.

## Galleria d'immagini

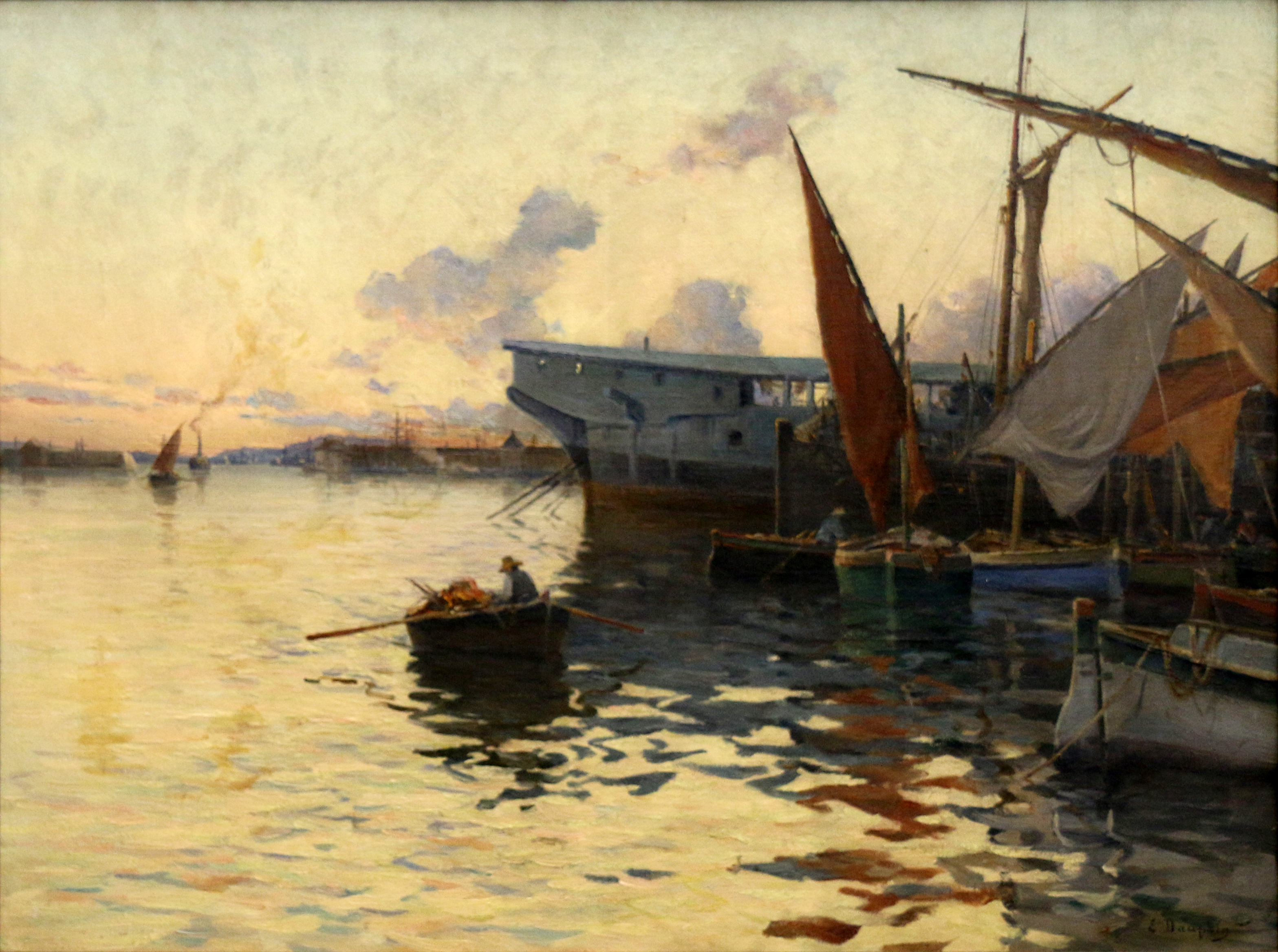
La Patache Museo d'arte di Tolone
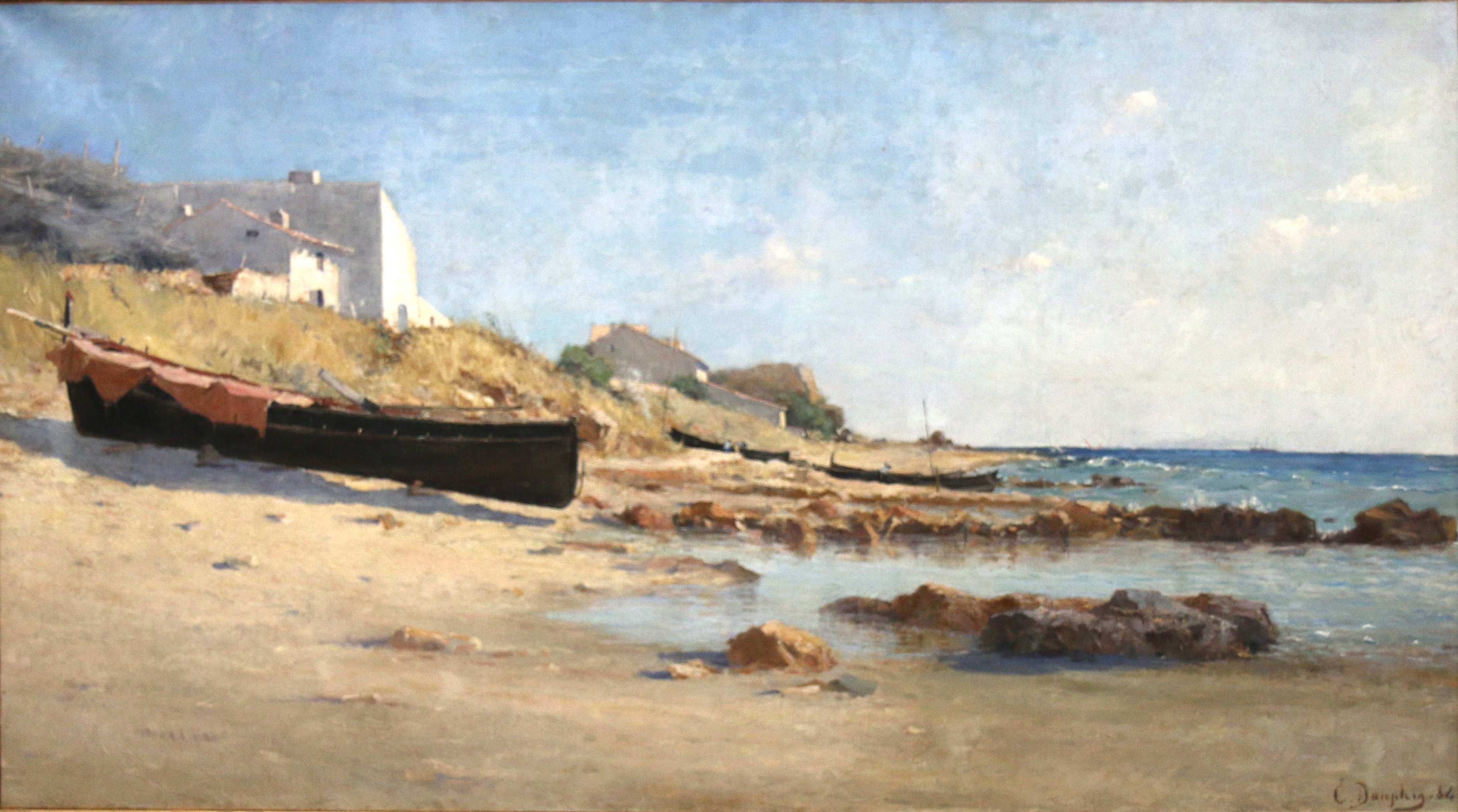
Le Sablettes Museo d'arte di Tolone
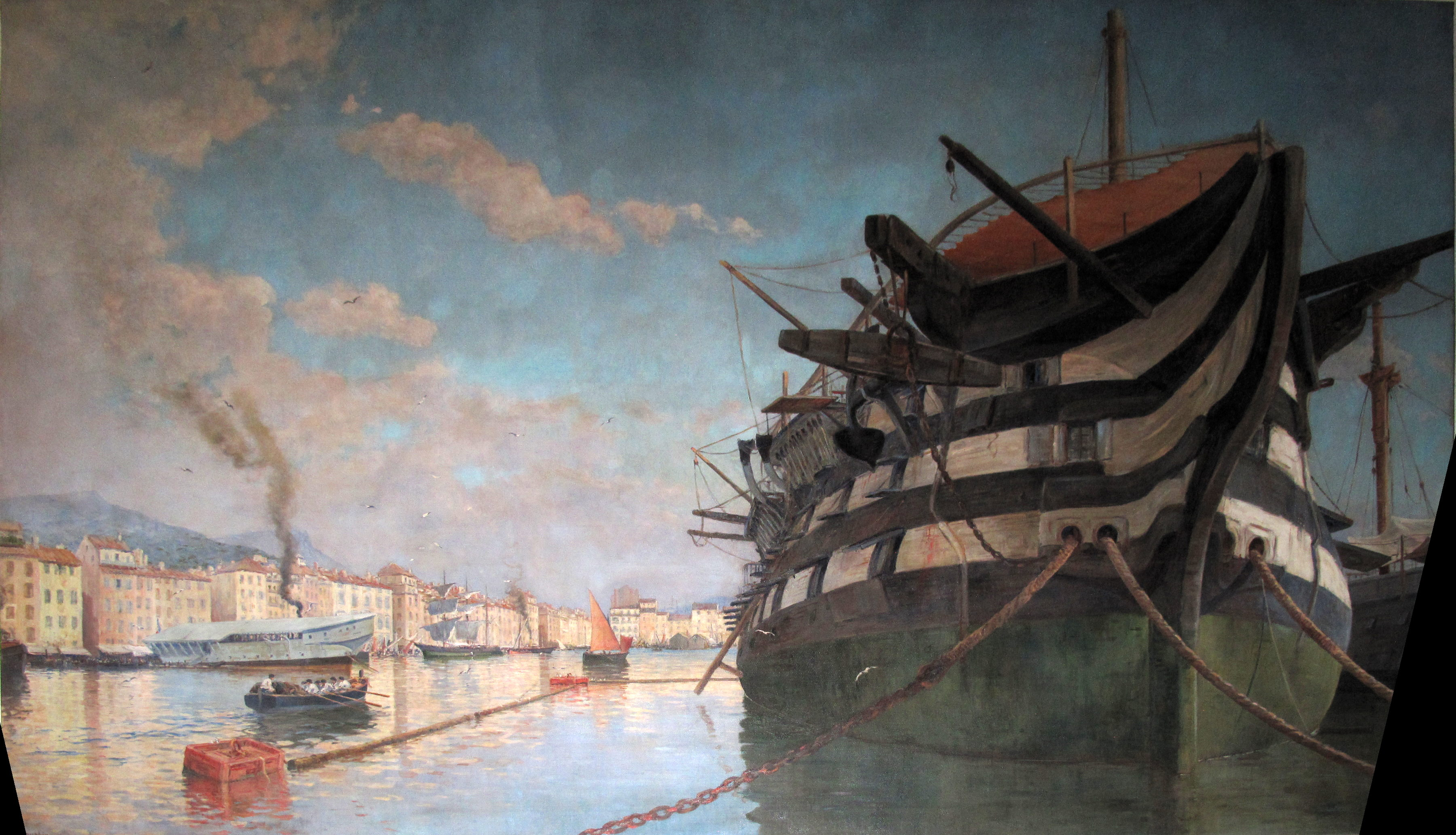
La rada di Tolone Museo nazionale della Marina di Tolone